# Cantonul Rochemaure
Cantonul Rochemaure este un canton din arondismentul Privas, departamentul Ardèche, regiunea Rhône-Alpes, Franța.

## Comune
- Cruas
- Meysse
- Rochemaure (reședință)
- Saint-Martin-sur-Lavezon
- Saint-Pierre-la-Roche
- Saint-Vincent-de-Barrès
- Sceautres